# Trotta (film)
Pour les articles homonymes, voir Trotta.
Pour plus de détails, voir Fiche technique et Distribution.
Trotta est un drame historique allemand réalisé par Johannes Schaaf sorti en 1971.
C'est une adaptation du roman La Crypte des capucins (Die Kapuzinergruft) de Joseph Roth publié en 1938.

## Synopsis
De retour de sa détention en Russie pendant la Première Guerre mondiale, Franz Ferdinand Trotta, un jeune officier de KuK, découvre combien la défaite a transformé Vienne et les siens. Il est sidéré par le nouvel ordre des choses. Ayant perdu toute sa fortune et sa femme qui vit une relation saphique avec une artiste hongroise, il tente de reprendre sa place dans un monde qui lui apparaît dévasté.

## Fiche technique
- Titre : Trotta
- Titre original : Trotta
- Réalisation : Johannes Schaaf
- Scénario : Johannes Schaaf et Maximilian Schell, d'après le roman La Crypte des capucins (Die Kapuzinergruft) de Joseph Roth
- Producteurs : Heinz Angermeyer et Johannes Schaaf
- Musique originale : Eberhard Schoener
- Photographie : Wolfgang Treu (en)
- Montage : Dagmar Hirtz
- Direction artistique : Mátyás Varga
- Costumes : Charlotte Flemming
- Pays de production :  Allemagne de l'Ouest
- Langue : allemand
- Genre : drame historique
- Durée : 95 min.
- Format : couleur (Eastmancolor)
- Son : Mono
- Dates de sortie : 
  - Allemagne de l'Ouest : 16 novembre 1971 (Première mondiale)
  - France : 17 mai 1972 (Festival de Cannes 1972)
  - Allemagne de l'Est : 20 octobre 1972

## Distribution
- András Bálint : Franz Ferdinand Trotta
- Rosemarie Fendel : Almarin
- Doris Kunstmann : Elisabeth Kovacs
- Elma Bulla : Mère de Trotta
- Tamás Major : Herr Reisiger
- Heinrich Schweiger : Père Kovacs
- István Iglódi : Chojnicki
- Mari Törőcsik
- Ferenc Kállai
- Liliana Nelska

## Prix et distinctions
- Sélection en compétition officielle au Festival de Cannes 1972
- Deutscher Filmpreis 1972 :
  - Meilleur film
  - Meilleure réalisation pour Johannes Schaaf
  - Meilleure actrice dans un second rôle pour Rosemarie Fendel
  - Meilleur acteur dans un second rôle pour István Iglódi (également pour son rôle dans Das falsche Gewicht (de))
  - Meilleur montage pour Dagmar Hirtz